# Campeonato Africano de Corta-Mato
O Campeonato Africano de Corta-Mato (português europeu) ou Campeonato Africano de Cross Country (português brasileiro) (em inglês: African Cross Country Championships) é uma competição regional de corta-mato para atletas da África. É organizado pela Confederação Africana de Atletismo

## História
A competição teve uma edição realizada em 1985 em Nairobi, no Quênia, sendo os medalhistas em sua maioria da nação anfitriã. Após um anúncio feito pela Associação Internacional de Federações de Atletismo (IAAF) de que o Campeonato Mundial de Corta-Mato da IAAF mudaria para um formato bienal, a Confederação Africana de Atletismo declarou que o Campeonato Africano de Corta-Mato de 2011 seria realizado na Cidade do Cabo, África do Sul, marcando um relançamento da competição.
Enquanto todas as outras regiões continentais definidas pela IAAF tiveram seus próprios campeonatos regionais de corta-mato em uma base anual ou bienal, a África não teve uma competição regular neste molde por um longo período. Isto pode ter sido devido a uma série de fatores, incluindo: o tamanho do a região, o destaque de campeonatos regionais menores e a relativa falta de recursos disponíveis para a Confederação Africana de Atletismo.  
O fato de a maioria dos principais competidores do esporte vir da África significa que os melhores corredores do Campeonato Mundial de Corta-Mato, especialmente na seção masculina, são basicamente os mesmos que formariam o Campeonato Africano de Corta-Mato. Na edição mundial de 2009 por exemplo, os 25 primeiros na corrida masculina, e os 12 primeiros na corrida feminina, eram todos nascidos na África.
Uma série de campeonatos regionais menores de corta-mato foram realizados na África: o Campeonato de Corta-Mato da África Oriental e o Campeonato de Corta-Mato no norte da África são competições bem estabelecidas. Competições ocidentais e da África Central também foram realizadas nos últimos anos.

## Edições
| Edição | Ano  | Cidade         | País          | Notas |
| ------ | ---- | -------------- | ------------- | ----- |
|        | 1985 | Nairóbi        | Quênia        |       |
| 1º     | 2011 | Cidade do Cabo | África do Sul |       |
| 2º     | 2012 | Cidade do Cabo | África do Sul |       |
| 3º     | 2014 | Kampala        | Uganda        |       |
| 4º     | 2016 | Yaoundé        | Camarões      |       |